# الكسندر بيتي
الكسندر بيتي (بالإنجليزية: Alexander Beattie)‏ هو عسكري نيجيري، ولد في 25 يناير 1888، وتوفي في 15 أبريل 1951.